# 221-ша дивізія охорони (Третій Рейх)
221-ша дивізія охорони (Третій Рейх) (нім. 221. Sicherungs-Division) — піхотна дивізія німецьких сухопутних військ, що виконувала завдання охорони тилу військ Вермахту за часів Другої світової війни.

## Історія
221-ша дивізія охорони була сформована 15 березня 1941 в Бреслау у VIII-му військовому окрузі (нім. Wehrkreis VIII) шляхом реформування 221-ї піхотної дивізії.

## Райони бойових дій
- Німеччина (березень — червень 1941);
- СРСР (центральний напрямок) (червень 1941 — липень 1944).

## Командування

### Командири
- генерал-лейтенант Йоганн Пфлюгбайль (нім. Johann Pflugbeil) (15 березня 1941 — 5 липня 1942);
- генерал-лейтенант Губерт Лендле (нім. Hubert Lendle) (5 липня 1942 — 1 серпня 1943);
- генерал-майор Карл Беттгер (нім. Karl Böttger) (1 серпня — 5 вересня 1943);
- генерал-лейтенант Губерт Лендле (5 вересня 1943 — березень 1944);
- генерал-лейтенант граф Богіслав фон Шверін (нім. Bogislav Graf von Schwerin) (березень — липень 1943).

## Нагороджені дивізії
|  | Кавалери Золотого Німецького Хреста | 9 |
|  | Кавалери Срібного Німецького Хреста | 1 |